# 欧可平
欧可平（1949年9月—），男，汉族，四川崇州人，中华人民共和国政治人物、教育家，曾任重庆大学党委书记，中国高等教育学会副会长，第十届全国人大代表。